# Christian August Hausen der Jüngere

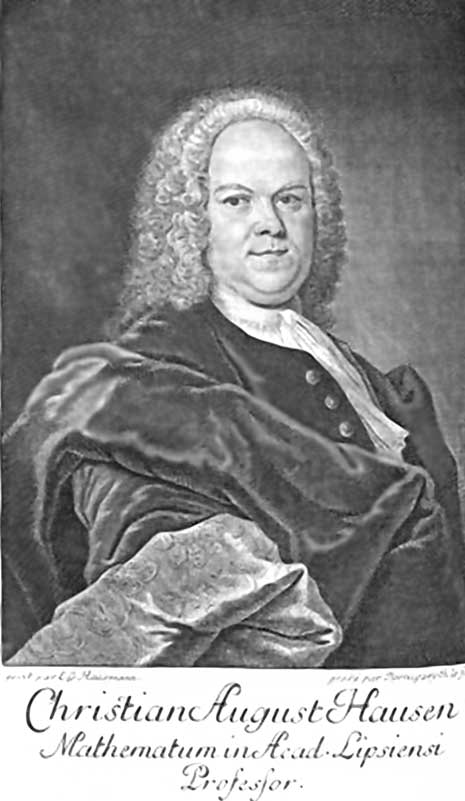
Christian August Hausen d. J.

Christian August Hausen der Jüngere (* 19. Juni (jul. Kal.)/29. Juni (greg. Kal.) 1693 in Dresden; † 2. Mai 1743 in Leipzig) war ein deutscher Mathematiker, Mineraloge, Astronom und Physiker.

## Leben und Wirken
Christian August Hausen ist der Sohn des gleichnamigen Dresdner Pfarrers Christian August Hausen der Ältere (1663–1733) und dessen Frau Catharina (geb. Beringer, † 1723). Nachdem er die Stadtschule in seiner Heimatstadt und das sächsische Landesgymnasium in Meißen besucht hatte, begann er am 30. März 1711 an der Universität Wittenberg ein Studium. Anfänglich ein Studium der Theologie verfolgend, studierte er die morgenländischen Sprachen bei Georg Wilhelm Kirchmaier und die Philosophie bei Johann Christoph Wichmannshausen. Nebenher hatte er auch die Vorlesungen zur Logik bei Georg Friedrich Schröer, in niederer Mathematik bei Ernst Christian Schröder, in höherer Mathematik bei Johann Andreas Planer, in Physik bei Johann Baptist Röschel und Rhetorik bei Johann Wilhelm von Berger absolviert.
Am 17. Oktober 1712 erwarb er den akademischen Grad eines Magisters der Philosophie. 1714 habilitierte er sich an der Universität Leipzig und wurde auf kurfürstlichen Befehl noch im gleichen Jahr außerordentlicher Professor der Mathematik daselbst. Bald darauf unternahm er eine wissenschaftliche Reise, die ihn durch Deutschland, die Schweiz, Frankreich und England führen sollte. 1724 kehrte er nach Leipzig zurück, dort wurde er 1726 ordentlicher Professor der Mathematik, las in dieser Eigenschaft über Newtons Arithmethicam universalem, wobei er ständig versuchte, die mathematischen Wissenschaften mit den anderen Naturwissenschaften in Verbindung zu setzen. So hat er Abhandlungen zur Mineralogie verfasst. Er war der Erste, der eine Methode zur Bestimmung der Rotationsdauer der Sonne aus Beobachtungen der Sonnenflecken behandelte, und ist vor allem als derjenige hervorgetreten, der die Glaselektrisiermaschine in Deutschland eingeführt hat. Seine Forschungen zur Elektrizität ließen ihn als Ersten die Vermutung äußern, dass Nerven- und Gehirnbahnen in ähnlicher Weise funktionieren könnten.
Hausen beteiligte sich auch an den organisatorischen Aufgaben der Leipziger Hochschule. Er hatte 1732 die Aufsicht über das Paulinerkollegium erhalten, war Decemvir der Universität, Mitglied des Großen Fürstenkollegiums, Prokanzler der Universität, Dekan der philosophischen Fakultät und war im Wintersemester 1731 Rektor der Alma Mater. Seine berühmtesten Schüler waren Abraham Gotthelf Kästner und Gottfried Heinsius. Auch war er seit dem 27. November 1726 Mitglied der Königlich-Preußischen Akademie der Wissenschaften. Seine Schriften gaben Immanuel Kant die ersten Anregungen für wichtige philosophische Definitionen. Nach ihm wurde der Mondkrater Hausen benannt.
Aus seiner 1731 geschlossenen Ehe mit Friedricke Juliane Troppanneger sind zwei Töchter und drei Söhne hervorgegangen. Nur ein Sohn, Karl Renatus Hausen (1740–1805), überlebte seinen Vater.

## Werke
- De Hierosolymis aureis. (Resp. Johann Gottfried Lessing) Schroeder, Wittenberg 1713. (Digitalisat)
- De demonstratione existentiae dei, de ellipsibus infinitis propositiones geometricae. (Resp. Christian Gottlieb Praetorius) Fingel, Wittenberg 1714.
- Religions-Prüfung, Welche von der Natürlichen Religion Leitet zu Der Christlichen, Derer Göttlichkeit, Wahrheit, Nutzbarkeit und Fürtrefflichkeit erwiesen. Zimmermann & Gerlach, Dresden 1724. (Digitalisat)
- Theoria motus solis circa proprium axera, quam disputatione pro loco in amplissima … proposuit. (Resp. Christoph Brückmann) Schniebes, Leipzig 1726. (Digitalisat)
- De perceptionum idearumque in mente humana productione et nexu.
- Considerationes hydraulicae de aquae effluentis mensura, ad Loca aliquod Frontini explicanda.
- De vi perceptiva animae.
- De contradictionibus Scepticorum.
- De substantia et accidente.
- De rebus quibusdam ex regno minerali
- De variis modis per ignem aliquid significandi
- De variis cognitionis et ingeniorum humanorum generibus it.
- De styli, quo eruditi homines utuntur varia indole.
- De catione et reasctione cont. Keilium et Defagulierum.
- Elementa mathesos. Leipzig 1734
- Novi profectus in historia electricitatis. Leipzig 1743 (hrsg. von J. C. Gottsched)